# 요사노 뎃칸

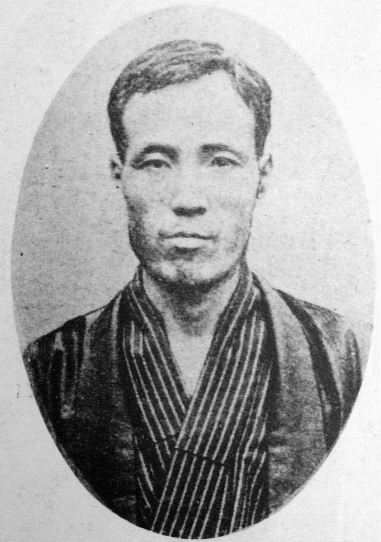
요사노 뎃칸

요사노 뎃칸(일본어: 與謝野 鉄幹; 1873년 2월 26일 ~ 1935년 3월 26일)은 일본 제국의 와카 작가(歌人)이다.
부인은 요사노 아키코, 아들은 외교관 요사노 시게루, 손자는 재무대신 요사노 가오루이다.
1899년 도쿄신시샤(東京新詩社)>를 창립하였고, 다음해 4월 <묘조(明星)>를 창간하여 이 무렵부터 과장된 감각과 분방한 공상을 구사한, 이른바 세이킨조(星菫調)를 개척했다. <묘죠>는 1908년 11월, 100호로 종간했는데 그 사이 서구 문예를 적극적으로 도입하여 화려한 낭만주의 문예를 꽃피워서 메이지 중기의 시단을 주도하였고, 많은 대표 시인을 배출시켰다.

## 같이 보기
- 일본 문학
- 요사군